# Hierodiácono
Na Igreja Ortodoxa, um hierodiácono (em grego:   Ἱεροδιάκονος, Ierodiákonos; em eslavo eclesiástico: Ierodiakón), por vezes dito "diácono-monge"), literalmente "sacro diácono", é um religioso que tem em si mesmo os títulos eclesiásticos de monge e diácono.
Um hierodiácono tanto pode ser um monge que recebeu o diaconato como um diácono que foi admitido como monge. 
Normalmente, e segundo as normas da Igreja Ortodoxa, para poder ser ordenado diácono,um homem tem de ser casado ou ter recebido a tonsura de monge. Se tiver permissão do seu bispo, pode atrasar o casamento até ter sido ordenado diácono, e também pode atrasar a sua ordenação - neste caso para sacerdote - após o casamento, uma vez que após a ordenação sacerdotal não poderá casar.